# Kościół św. Katarzyny Aleksandryjskiej w Karchowicach
Kościół św. Katarzyny Aleksandryjskiej w Karchowicach – rzymskokatolicki kościół znajdujący się w Karchowicach, w dekanacie Pyskowice, w diecezji gliwickiej.

## Historia
Dotychczas uważano, że był wzniesiony ok. 1500 r. Badania dendrochronologiczne przeprowadzone w 2008 roku wykazały, że drewno do budowy dachu ścięto w latach 1420-1426. W 1. poł.  XIX w. drewnianą wieżę zastąpiła murowana. Odnowiony i wzbogacony o kaplicę w 1902, remontowany w latach 1953 i 1978. Jest późnogotycki, orientowany, murowany, jednonawowy z wieżą od zachodu, nakryty dachami dwu-i trzypołaciowymi. We wnętrzu, przekrytym stropami płaskimi, zachowało się wyposażenie późnobarokowe z XVIII w. Cmentarz przykościelny otacza kamienny mur z XVI w. Od ok. 1300 r. istniał jako samodzielna parafia. W 1447 r. wielkie ubóstwo parafii ziemięcickiej, która nie potrafiła odprowadzić nienależnych opłat oraz utrzymać się spowodowało, że biskup wrocławski Johaness Roth włączył parafię karchowicką do ziemięcickiej. Właścicielka wsi musiała oddać dochody kościelne proboszczowi z Ziemięcic. Do 1942 r. kościół był filią parafii ziemięcickiej, wszystkie nabożeństwa odprawiał ksiądz z Ziemięcic. Należy dodać, że do Karchowic należały Boniowice, Jaśkowice i od 1640 r. Zawada. W okresie podziałów religijnych w XVI w. wielu mieszkańców zwróciło się ku religii luterańskiej i z początku XVII w. działał w Karchowicach, które częściowo połączone były z Szałszą, protestancki kaznodzieja. W tych latach kościół oderwał się od Ziemięcic. Gdy od 1639 r. Ziemięcice należały do jezuitów, starali się oni także przywrócić wiarę katolicką w Karchowicach, co ostatecznie stało się w 1655 r.
Zbudowany jest z kamienia. Ołtarz główny pochodzi z 1700 r. i ma wymiary 580 x 335 cm. Obraz ołtarzowy przedstawia św. Katarzynę. Drewniane tabernakulum ma wymiary 140 x 198cm. Ołtarz św. Rodziny także pochodzi z 1700 r. i ma wymiary 440 x 200, a obraz św. Rodziny znajdujący się na nim ma wymiary 128 x 64 cm. Ołtarz św. Barbary pochodzi z 1732 r., a w górnej części znajduje się owalny obraz św. Antoniego. Ambona jest drewniana z 1. poł. XIX w., ma kształt czworoboku z wizerunkami ewangelików. Droga krzyżowa z obrazami o wymiarach 86 x 57 cm pochodzi z XVIII w. W kościele istniały 3-częściowe organy z XIX w., jednak część prospektu pochodziła z XVII w. W 1917 r. dzwony zabrano jako metal szlachetny na cele wojenne. Obok kościoła wykonano blisko rzeki Dramy ok. poł. XIX w. ceglaną kapliczkę poświęconą św. Janowi Nepomucenowi, którego figura o wys. 135 cm znajduje się w środku.